# Neue Zeitungen von Gelehrten Sachen
Die im Jahr 1715 von Johann Gottlieb Krause initiierten Neue Zeitungen von Gelehrten Sachen waren ein wissenschaftliches Journal des frühen 18. Jahrhunderts. Sie erprobten als wöchentliches Blatt die Kurznachricht in der Wissenschaftsberichterstattung im Stile der aktuellen Zeitungen.

## Hintergrund
Von 1715 bis 1732 wurden die Exemplare gemeinsam von Johann Gottlieb Krause und Johann Burchardt Mencke herausgegeben. Nach Menckes Tod übernahm 1732 dessen Sohn Friedrich Otto Mencke seinen Platz. Die Neuen Zeitungen von Gelehrten Sachen erschienen zwischen 1715 und 1784 durchgängig in Leipzig, wobei sie zunächst bei Theophil Georgi und Johann Grosses Erben gedruckt wurde. Grosses Buchhandlung agierte als Hauptverleger bis zur Ausgabe Nr. 52, 1718. Ein Wechsel zu Johann Christian Martini erfolgte mit ebendieser Ausgabe.
Der vollständige Titel lautete mit jeweils leichten Abwandlungen: Neue Zeitungen von Gelehrten Sachen, auf das Jahr … oder Gesammlete Nachrichten von allem, was dieses Jahr über in der gelehrten Welt Ruhm- und merckwürdiges vorgefallen.
Unter Johann Burckhard Menckes Direktion wurden die Beiträge von gelehrtesten Männern ausgearbeitet, Friedrich Otto Mencke setzte diese Arbeit fort. Johann Gottlieb Krause war der erste, der diese Beiträge verfasste oder zusammenstellte. Ihm folgte der Mathematiker und Philosoph Friedrich Wilhelm Stübner, der als ein Kenner der Gelehrten Historie galt. Nach dessen Tod übernahm zunächst Wolf Balthasar Adolf von Steinwehr seine Stelle, er wurde jedoch 1738 von Leipzig nach Göttingen abberufen und Johann Joachim Schwabe wurde sein Nachfolger. Anschließend versahen diese Aufgabe Carl Andreas Bel, Johann Christoph Adelung und Christian Daniel Beck.
Im Jahr 1734 wurde damit begonnen zusätzlich den Nöthiger Beytrag herauszugeben, die einmal wöchentlich erschienen und 1743 wieder eingestellt wurden. In diesen wurden Rezensionen zu den vorgestellten wissenschaftlichen Artikeln veröffentlicht. Im Jahr 1740 kam erstmals ein Universalregister heraus, das alle bisherigen Beiträge von 1715 bis 1737 auflistete. Zwischen 1718 und 1737 gehörte zum Blatt auch die Beilage Nova litteraria eruditorum in gratiam divulgata, angeregt von den im Jahr 1715 erstmals erschienenen Nouvelles littéraires.
Von Nr. 8 auf Nr. 9 gab es einen weiteren Wechsel zur Post-Zeitungs-Expedition, die auf dem Jahrestitel nur noch Zeitungs-Expedition hieß. In Leipzig wurden um 1720 auch die Post-Zeitungen von gelehrten Neuigkeiten ausgegeben, die quasi als Konkurrenz galt. In einem Vergleich wurde festgelegt, dass die Beiträge ab dem 1. Februar 1720 immer montags und donnerstags in der Post-Zeitungs-Expedition erscheinen sollten, die von 1720 bis 1770 herausgegeben wurde.
In den Jahren 1715 und 1716 erschien wöchentlich ein halber Bogen und zusätzlich im jeweiligen Jahr 12 halbe Bogen Supplemente. Von 1717 an jeweils 2 halbe Bogen wöchentlich. Im Jahr 1784 endete die erste Publikationsfolge. Das Projekt wurde als Neue Leipziger gelehrte Zeitungen (Breitkopf, Leipzig 1785–1787) wieder aufgegriffen. Insgesamt beschränkte sich der Inhalt eher auf bibliografische Angaben zu Neuerscheinungen in der wissenschaftlichen Welt.